# Höör (gemeente)
Höör is een Zweedse gemeente in Skåne. De gemeente behoort tot de provincie Skåne län. Ze heeft een totale oppervlakte van 321,7 km² en telde 14.520 inwoners in 2004.

## Plaatsen
Höör (plaats), Sätofta, Tjörnarp, Ormanäs och Stanstorp, Ljungstorp och Jägersbo, Norra Rörum, Snogeröd, Ekeborg, Bokeslund, Gamla Bo
Ängelholm · Åstorp · Båstad · Bjuv · Bromölla · Burlöv · Eslöv · Hässleholm · Helsingborg · Höganäs · Höör · Hörby · Kävlinge · Klippan · Kristianstad · Landskrona · Lomma · Lund · Malmö · Örkelljunga · Osby · Östra Göinge · Perstorp · Simrishamn · Sjöbo · Skurup · Staffanstorp · Svalöv · Svedala · Tomelilla · Trelleborg · Vellinge · Ystad